# Economía de Surinam

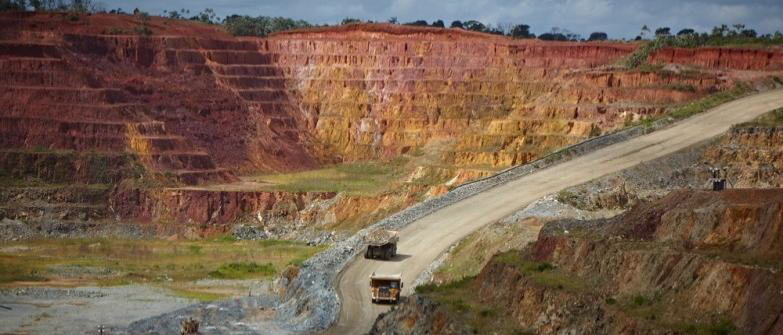
Mina de oro a cielo abierto de Rosebel

La economía de Surinam dependía en gran medida de las exportaciones de óxido de aluminio y pequeñas cantidades de aluminio producido a partir de bauxita extraída en el país. Sin embargo, tras la salida de Alcoa, la economía depende de las exportaciones de petróleo crudo y oro. Suriname ocupó el puesto 124º como destino de inversión más seguro del mundo en la clasificación Euromoney Country Risk de marzo de 2011.

## Principales sectores económicos

### Agricultura
Suriname, miembro de la CARICOM, también exporta en pequeñas cantidades arroz, camarones, madera, plátanos, frutas y verduras. Fernandes Group es una empresa de refrescos embotellados por Coca-Cola a nivel mundial.
Otros productos agrícolas de Surinam: palmiste, coco, maní; carne de res, pollos; productos forestales; camarón.
En 2018, Surinam produjo 273 mil toneladas de arroz, 125 mil toneladas de caña de azúcar, además de menores producciones de otros productos agrícolas, como plátano (48 mil toneladas), naranja (19 mil toneladas) y coco (14 mil toneladas).

### Maderas
Algunas grandes empresas están sacando la madera dura de la jungla. Sin embargo, las propuestas para la explotación de los bosques tropicales del país y de las regiones subdesarrolladas del interior, tradicionalmente habitadas por comunidades indígenas y cimarronas, han despertado la preocupación de ambientalistas y activistas de derechos humanos tanto en Surinam como en el extranjero. la oposición política aún no es fuerte en Surinam.

### Plátanos
Hay una amplia producción de plátanos en Surinam, el productor estatal de banano Surland cerró sus puertas el 5 de abril de 2002, después de no poder cubrir los gastos de nómina por segundo mes consecutivo; Todavía no está claro si Surland sobrevivirá a esta crisis.
El productor de banano Surland fue remodelado como Stichting Behoud Bananen Sector Suriname (SBBS). Se rumoreaba que, debido a diferencias políticas, Surland fue manipulada para cerrar. La SBBS ha logrado que el banano sea rentable por primera vez en 20 años.

### Bauxita
La columna vertebral de la economía de Surinam era la exportación de óxido de aluminio (alúmina) y pequeñas cantidades de aluminio producido a partir de bauxita extraída en el país. En 1999 se cerró la fundición de aluminio de Paranam. En noviembre de 2015 Suralco cesó por completo la extracción de bauxita.

### Petróleo
El petróleo es un sector prometedor. Staatsolie, la empresa petrolera estatal, produjo 16.200 barriles (2580 m3) por día en 2012. Staatsolie refina actualmente 7350 barriles (1169 m3) por día en Tout Lui Faut en el distrito de Wanica y está construyendo más capacidad para llegar a 15.000 barriles (2400 m3) por día.

## Divisa
En enero de 2002, el gobierno renegoció los salarios de los funcionarios públicos (una parte importante de la fuerza laboral y una parte significativa del gasto público), acordando aumentos de hasta el 100%. A la espera de la implementación de estos aumentos salariales y con la preocupación de que el gobierno no pudiera cubrir estos mayores gastos, la moneda local se debilitó de 2200 florines en enero de 2002 a casi 2500 florines en abril de 2002. El 26 de marzo de 2003, el Banco Central de Surinam (CBvS) ajustó el tipo de cambio del dólar estadounidense. Esta acción resultó en una mayor devaluación del florín de Surinam. El tipo de cambio oficial del dólar estadounidense era de 2.650 florines para la venta y de 2.600  para la compra. Con el tipo de cambio oficial, el CBvS se acercó al tipo de cambio del mercado paralelo, que vendía el dólar a 3.250 florines.
A principios de 2004 se introdujo el Dólar surinamés (SRD) con un tipo de cambio de 1000 florines por 1 dólar de Surinam. 
Entre 2004 y 2022, el banco central fijó el valor del nuevo dólar de Surinam (SRD). El Banco Central de Surinam gastó gran parte de las reservas de divisas de Surinam para respaldar los tipos de cambio oficiales, ya que la inflación y otros factores provocaron que el valor real del dólar de Surinam disminuyera frente a otras monedas de reserva. Al igual que con el anterior florín surinamés, la diferencia entre el tipo de cambio oficial y el valor real decreciente de la moneda permitió que prosperara el comercio de divisas en el mercado negro. En junio de 2021, el banco central devaluó el SRD en un 33% y anunció que la moneda flotaría libremente. En junio de 2022, los tipos de cambio oficiales comenzaron a reflejar el tipo de cambio real flotante.

## Datos económicos básicos de Surinam
- PIB - Producto Interior Bruto (2003): 514 millones de $ USA.
- Paridad de poder adquisitivo (2004): 1.885 millones de $ USA.
- PIB - Per capita: 1.192 $ USA.
- Paridad del poder adquisitivo Per cápita (2004): 4.300 $ USA.
- Inflación media anual: 59% (2002), 23% (2003).
- Deuda externa aprox. (2003): 296 millones de $ USA.
- Importaciones (2002): 300 millones de $ USA.

- Principales países proveedores: Estados Unidos, Holanda y Trinidad y Tobago.
- Principales productos de importación: Materias primas, bienes de consumo y bienes de equipo.

- Exportaciones (2002): 445 millones de $ USA.

- Principales países clientes: Estados Unidos, Noruega y Francia.
- Principales productos de exportación: Petróleo,  aluminio y arroz.

Estructura del PIB en 2001:
Distribución por sectores económicos del PIB total:
Agricultura, Silvicultura y Pesca: 9%.
Industriay construcción: 27%.
Industrias manufactureras y minería: 22%.
Servicios: 64%.
- Tasa de desempleo (2000): 17%.
- Población por debajo del nivel de pobreza (2002): 70%.